# ドバイ日航機ハイジャック事件
ドバイ日航機ハイジャック事件（ドバイにっこうきハイジャックじけん）は、1973年7月20日に発生した日本航空機に対するハイジャック事件である。
日本赤軍とパレスチナ解放人民戦線の合同作戦で、本件で囚人の釈放などは実現しなかったが、身代金の授受などは非公開。

## 概要

### 日本赤軍とPFLP
1973年7月20日、テルアビブ空港乱射事件に対する関与等で国際手配を受け逃亡していた日本赤軍の丸岡修ら5人と、「被占領地の息子たち」を自称するパレスチナ解放人民戦線（PFLP）のメンバー4人の混成部隊が、爆弾などの武器を持ちフランス、パリ発アムステルダム、アンカレジ経由羽田行きの日本航空404便（ボーイング747-246B型機、機体記号JA8109）に搭乗した。
ハイジャック犯人グループの1人の女が、アムステルダム離陸後に2階のファーストクラス・ラウンジで誤って手榴弾を爆発させた。この女は死亡し、近くで接客にあたっていたチーフパーサが顔面に重傷を負った。また犯人誤爆時ラウンジのトイレで着物に着替えていた客室乗務員は誤爆した犯人の女の飛び散った肉片を片付けさせられたと言われている。
犯人の女の誤爆を機にハイジャックが発生、飛行中乗客、乗員は全員両手を頭の上にかざした状態で犯人から監視され続けた。
ハイジャック犯らはイスラエル政府に、テルアビブ空港乱射事件で逮捕された岡本公三の釈放と500万ドルを要求し、またベイルートあるいはダマスカスへの着陸を求めたが、複雑な問題が生じるのを恐れたレバノンとシリアはいずれもこれを承認せず、やむなく飛行機はアラブ首長国連邦のドバイ国際空港に着陸した。

### ベンガジへ
ドバイには3日間駐機し、その間に犯人グループから、40億円の身代金の支払いと、逮捕されていた日本赤軍メンバー2名の釈放を要求する旨の脅迫状が日本航空の東京支店に届いた。これらを受けてドバイ首長の弟であるモハメッド・ラシッド国防大臣や佐藤文生運輸政務次官らが犯人グループとの交渉に当たったが解決出来ず、その後ドバイ国際空港を離陸し、シリアのダマスカス国際空港で燃料の補給を行い、リビアのベンガジにあるベニナ空港に着陸させた。

### 爆破
その後犯人グループは乗員乗客150人の人質を解放後、同機を爆破しリビア当局に投降した。機体爆破に際し犯人グループは事前に乗務員に爆破を通知。着陸後乗務員は脱出用シュートを使って乗客を退避させたがこの際に数名の乗客が軽傷を負った。爆発は全員が飛行機から退避した後、わずか数分で発生して機体は全焼した。犯人グループは投降後、ムアンマル・アル＝カッザーフィー大佐率いるリビア政府の黙認（積極的な援助）の元、リビアの友好国経由で国外逃亡した。
なお、飛行機が爆破され滑走路が利用不可能となったことから救援機の着陸ができず、着の身着のままで解放された乗客、乗務員は陸路を使った救援物資が届くまでの間、リビア政府が用意したTシャツなどの着替えを分けあって急場をしのいだ。

### 撃墜指令
2004年に公開されたイギリス外務省の当時の機密文書によって、この事件の発生時に、ハイジャック機が領空の近辺を通過したイスラエルとサウジアラビアの両政府が、当該機が両国の石油関連施設や市街地に突入する行動を取った場合、乗客乗員もろとも撃墜する方針であったことが明らかになった。

## その後

### 犯人グループ
リビア政府の手引きで逃亡に成功した丸岡は、その後、1977年9月に発生したダッカ日航機ハイジャック事件にも、坂東國男ら日本赤軍のメンバーとともに主犯格として関与し、当時の福田赳夫首相に、「超法規的措置」としてメンバーなどの引き渡しと身代金の支払いを決断させた。
逃亡を続けた丸岡は1987年に東京で潜伏していたところを逮捕され、無期懲役の判決を受けて服役中の2011年5月28日に八王子医療刑務所にて病死した。その後日本赤軍は相次ぐメンバーの逮捕を受けて壊滅した。なお、日本赤軍と一緒にハイジャックを行いその後逃亡したパレスチナ解放人民戦線のメンバーについての動向は伝えられていない。

### 当該機
焼け残った被害機の尾翼の一部の部品はその後売却され、KLMの同型機（ボーイング747-206B、登録記号：PH-BUF）に装着された。その後、同機は1977年にスペイン領カナリア諸島のテネリフェ島にあるテネリフェ空港の滑走路上で2機のボーイング747型機同士が衝突した事故（テネリフェ空港ジャンボ機衝突事故）に遭うこととなった。

### ポルナレフ革命
フランスのポップス・シンガーソングライター、ミッシェル・ポルナレフの日本で先行販売であった『ポルナレフ革命』のマスターテープはこの飛行機で空輸されていたため、爆破によって焼失し、発売が12月に延期された。